# 2870 Haupt
2870 Haupt је астероид главног астероидног појаса са средњом удаљеношћу од Сунца која износи 2,392 астрономских јединица (АЈ).
Апсолутна магнитуда астероида је 12,8.